# HUBER Arena
HUBER Arena (Renner Arena, Sportanlage Wimpassing) – kompleks piłkarski w Wels, w Austrii. Został wybudowany w latach 2014–2016. Pierwsze spotkanie na głównym stadionie kompleksu, mogącym pomieścić 3000 widzów (w tym 500 na zadaszonej trybunie głównej) odbyło się 26 marca 2016 roku. Na obiekcie swoje mecze rozgrywają piłkarze klubu FC Wels. Na arenie odbyło się także jedno spotkanie towarzyskie piłkarskich reprezentacji narodowych (27 maja 2016 roku: Słowacja – Gruzja 3:1).